# Carrington Valentine
Carrington Valentine (Cincinnati, Ohio, 9 de septiembre de 2001) es un jugador profesional estadounidense de fútbol americano, se desempeña en la posición de cornerback en Green Bay Packers, en la National Football League (NFL).

## Carrera
Fue seleccionado en la Reunión Anual de Selección de Jugadores de la NFL de 2023. Hizo su debut profesional con el equipo Green Bay Packers, lleva jugando una temporada.